# Daggett
Daggett es una villa ubicada en el condado de Menominee en el estado estadounidense de Míchigan. En el Censo de 2010 tenía una población de 258 habitantes y una densidad poblacional de 90,15 personas por km².

## Geografía
Daggett se encuentra ubicada en las coordenadas 45°27′43″N 87°36′16″O / 45.46194, -87.60444. Según la Oficina del Censo de los Estados Unidos, Daggett tiene una superficie total de 2.86 km², de la cual 2.86 km² corresponden a tierra firme y (0%) 0 km² es agua.

## Demografía
Según el censo de 2010, había 258 personas residiendo en Daggett. La densidad de población era de 90,15 hab./km². De los 258 habitantes, Daggett estaba compuesto por el 90.31% blancos, el 6.2% eran afroamericanos, el 0% eran amerindios, el 1.16% eran asiáticos, el 0% eran isleños del Pacífico, el 1.55% eran de otras razas y el 0.78% pertenecían a dos o más razas. Del total de la población el 6.59% eran hispanos o latinos de cualquier raza.